# Liste der Flughäfen in Bulgarien
Die Liste der Flughäfen in Bulgarien enthält die internationalen Flughäfen in Bulgarien.
Zu den fünf wichtigsten Flughäfen werden jeweils die Kenndaten IATA-Code, ICAO-Code, die Nutzung, die Anzahl und Art der Start- und Landebahnen, die Höhe über dem Meeresspiegel in Meter, das Jahr der Eröffnung, der Betreiber, sowie die Website des Flughafens angegeben.

## Erklärung
- Name des Flughafens: Nennt den Namen des Flughafens.
- Stadt: Nennt den Stadt, wo sich der Flughafen befindet.
- ICAO-Code: Der ICAO-Code wird von der International Civil Aviation Organization vergeben und besteht aus einer eindeutigen Kombination aus vier lateinischen Buchstaben. Hierbei steht LB für Bulgarien.
- IATA-Code: Der Code besteht aus einer Kombination von jeweils drei lateinischen Buchstaben und dient zu einer eindeutigen Kennzeichnung der einzelnen Verkehrsflughäfen. Der IATA-Code wird von der International Air Transport Association (IATA) vergeben.
- Nutz.: Gibt an, wofür der Flughafen benutzt wird.[1][2]
- R: R steht für runway. Nennt die Anzahl und die Art der Start- und Landebahnen des Flughafens.[1][2]
- Höhe (m): Gibt die Höhe über dem Meeresspiegel des Flughafens an.[2]
- Eröf.: Gibt das Jahr der Eröffnung an.
- Pass. (Jahr): Gibt die aktuellsten Passagierzahlen des Flughafens an.
- Betreiber: Nennt den Betreiber des Flughafens.
- Website: Nennt die offizielle Website des Flughafens.

## Liste der Flughäfen in Bulgarien
| Name des Flughafens         | Stadt             | ICAO | IATA | Nutz. | Anz. R | Art R   | Höhe (m) | Eröf. | Passagiere       | Betreiber           | Website                     |
| --------------------------- | ----------------- | ---- | ---- | ----- | ------ | ------- | -------- | ----- | ---------------- | ------------------- | --------------------------- |
| Flughafen Burgas            | Burgas            | LBBG | BOJ  | Zivil | 1      | Beton   | 41       | 1927  | 1.846.088 (2023) | Burgas Airport Ltd. | bourgas-airport.com         |
| Flughafen Gorna Orjachowiza | Gorna Orjachowiza | LBGO | GOZ  | Zivil | 1      | Beton   | 87       | 1925  | 196 (2023)       | n.v.                | gornaoryahovitsa-airport.bg |
| Flughafen Plowdiw           | Plowdiw           | LBPD | PDV  | Zivil | 1      | Beton   | 182      | 1981  | 183.988 (2023)   | Plovdiv Airport EAD | plovdivairport.com          |
| Flughafen Sofia             | Sofia             | LBSF | SOF  | Zivil | 1      | Asphalt | 531      | 1935  | 7.208.987 (2023) | Sofia Airport EAD   | sofia-airport.bg            |
| Flughafen Warna             | Warna             | LBWN | VAR  | Zivil | 1      | Asphalt | 70       | 1947  | 1.838.929 (2023) | Varna Airport Ltd.  | varna-airport.bg            |

- Anmerkung: Daten die nicht bekannt sind, werden mit n. v. (nicht verfügbar) gekennzeichnet.

## Galerie

Flughafen Sofia
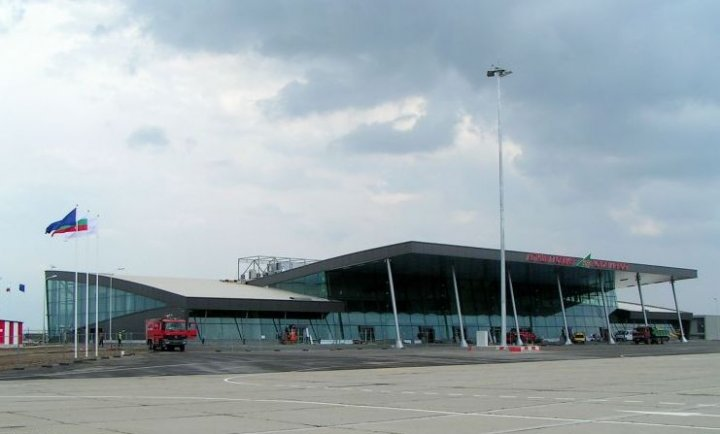
Flughafen Plowdiw
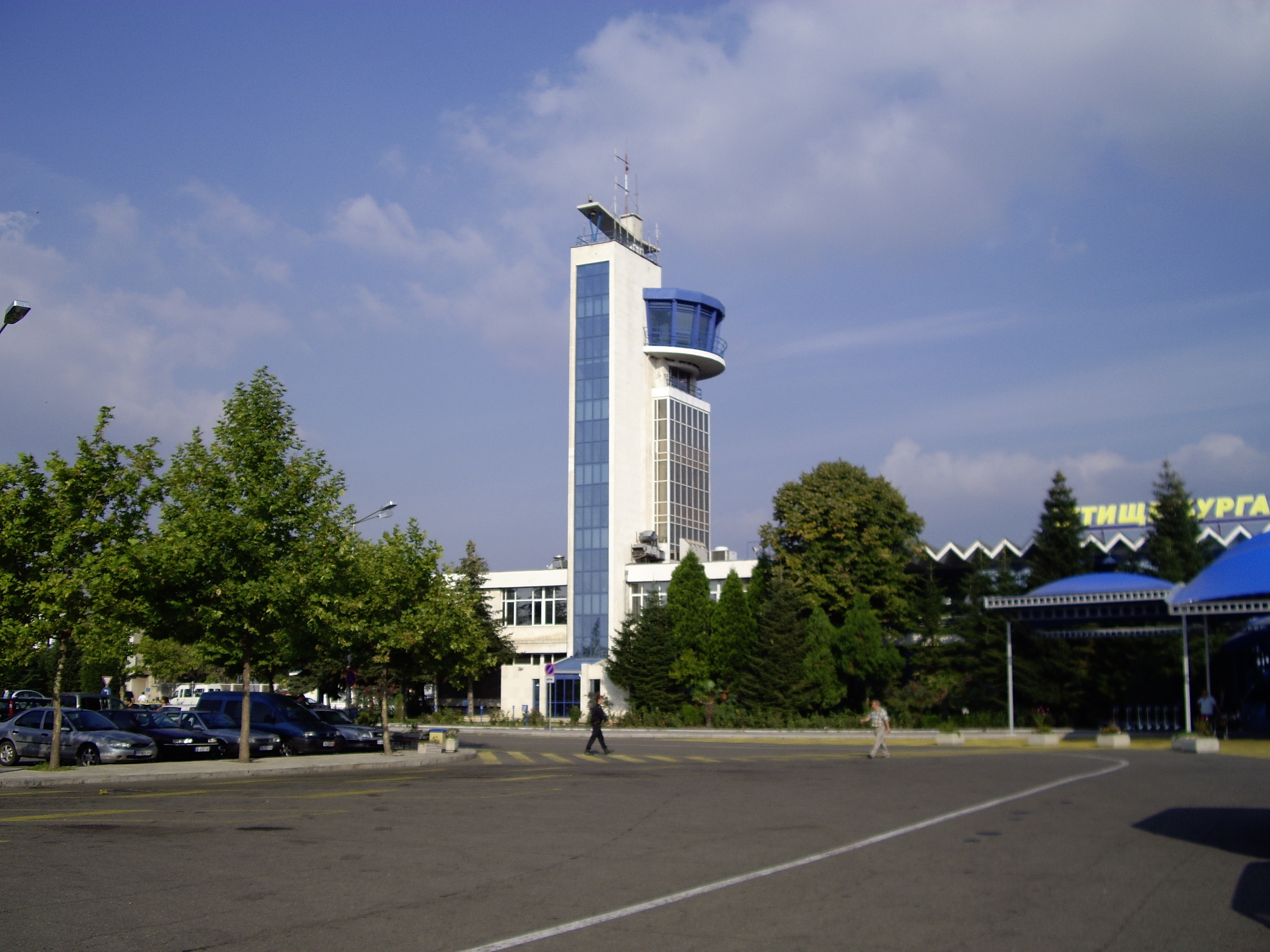
Flughafen Burgas